# Remetea Mare

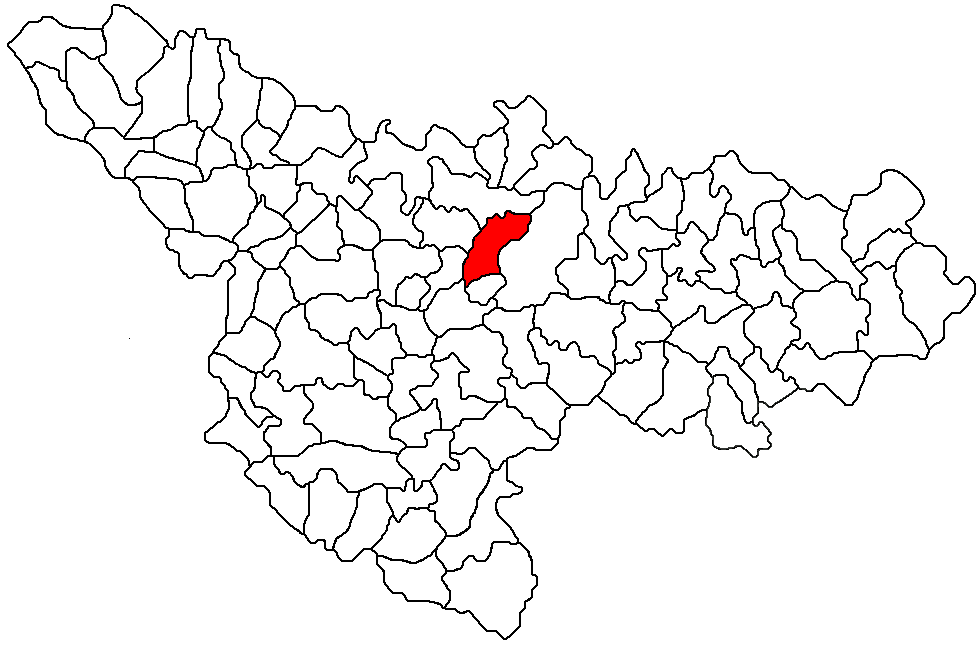
Lage der Gemeinde Remetea Mare im Kreis Timiș

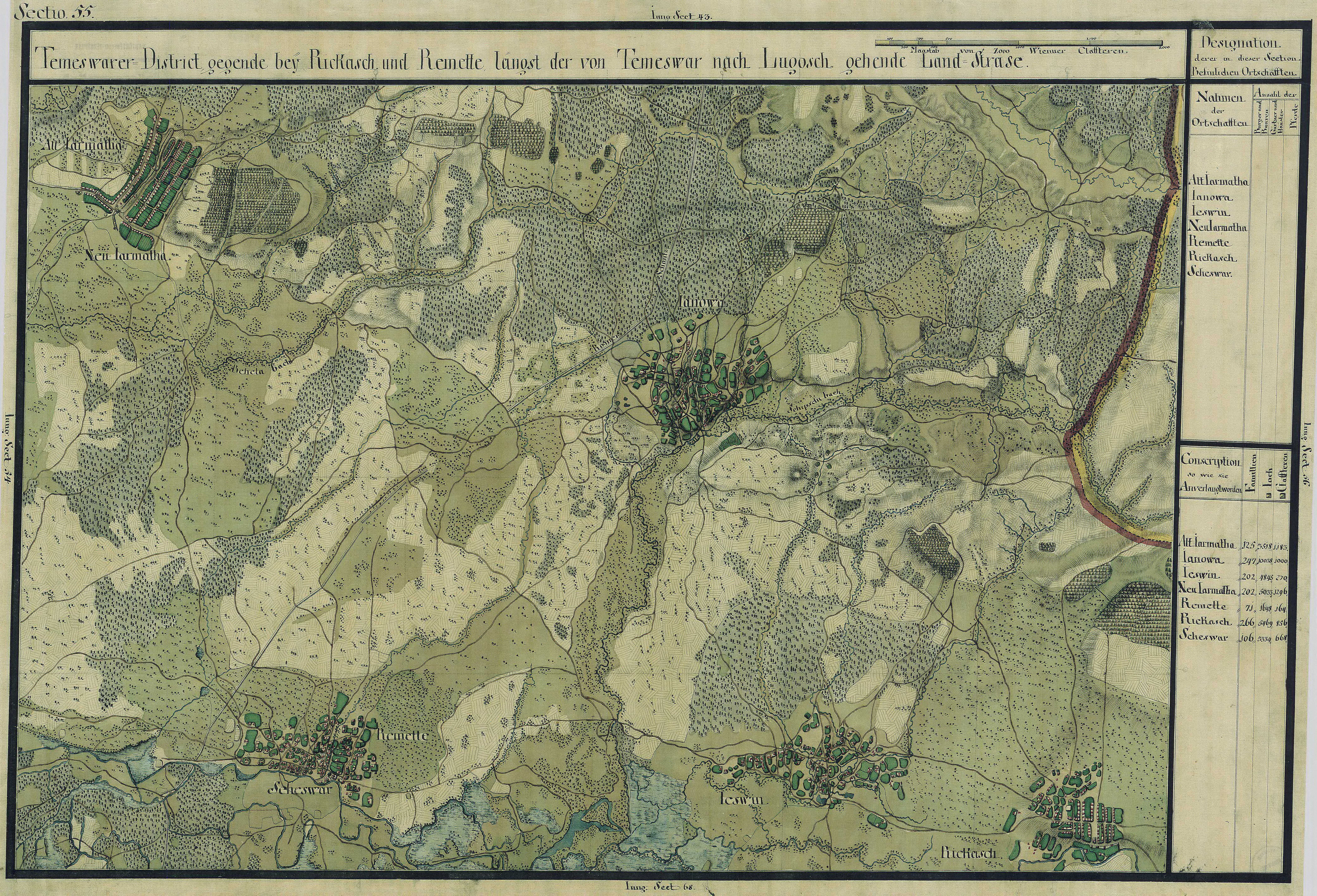
Remetea auf der Josephinischen Landaufnahme (1769–1772)

Remetea Mare (deutsch Großremete, ungarisch Temesremete auch Oláhremete) ist eine Gemeinde im Kreis Timiș, in der Region Banat, im Südwesten Rumäniens. Zur Gemeinde Remetea Mare gehört auch das Dorf Ianova.

## Geografische Lage
Remetea Mare liegt in der Temesch-Tiefebene, am Begakanal, in elf Kilometer Entfernung von Timișoara, an der Europastraße E 70.

## Nachbarorte
| Flughafen Timișoara | Pișchia                                     | Ianova     |
| Ghiroda             | Kompassrose, die auf Nachbargemeinden zeigt | Recaș      |
| Moșnița Veche       | Bucovăț                                     | Bazoșu Nou |

## Geschichte
Remete wurde 1333 erstmals urkundlich erwähnt. Archäologische Grabungen zeugen jedoch von der Existenz menschlicher Siedlungen während der Hallstattzeit. Andere Schreibweisen: 1476 Remethe, 1723 Remeta, 1828 Remette, 1851 Remete, 1913 Temesremete.
Während der Habsburgermonarchie gehörte Remete den Grafen Ambrozy. Das Kastell der Familie Ambrozy, das 1820 erbaut wurde, diente während der Revolution von 1848 als Militärspital. Am 5. November  1846 besuchte  Franz Liszt das Gut  in Remetea  Mare und gab hier ein Konzert. Das  schlossartig  erbaute Landhaus ist auch heute noch von der Straße aus, die von Temeswar nach Lugoj führt, zu sehen. Heute befindet sich die Gaststätte „Privighetoarea Banatului“ in dem ehemaligen Gutssitz.
Am 4. Juni 1920 wurde das Banat infolge des Vertrags von Trianon dreigeteilt. Der größte, östliche Teil, zu dem auch Remetea Mare gehörte, fiel an das Königreich Rumänien.

## Demografie
Die Bevölkerungsentwicklung der Gemeinde Remetea Mare:
| 1880 | 4260 | 3637 | 303 | 265 | 55  |
| 1910 | 4810 | 3387 | 846 | 453 | 124 |
| 1930 | 4320 | 3521 | 438 | 326 | 35  |
| 1977 | 4333 | 3916 | 290 | 52  | 75  |
| 2002 | 3521 | 3263 | 122 | 16  | 120 |
| 2021 | 2908 | 2546 | 47  | 8   | 307 |